# Guaranda (Ecuador)
Guaranda is een stad en parochie (parroquia) in Centraal-Ecuador in het kanton Guaranda. Het is de hoofdstad van de provincie Bolívar, die in de Andes ligt. De stad had 25.000 inwoners in 2005.
Guaranda is een marktplaats die dient als thuisbasis voor agrarische gemeenschappen, bevolkt door Quichua-indianen. De stad ligt in een "hoya", een vallei in de Andes, op een hoogte van 2.668 meter. Het klimaat is er subtropisch, met een lang droog seizoen (mei - oktober). De bevolking bestaat uit Quichua-indianen en mestiezen. Het heeft serieuze problemen met de toevoer van water en elektriciteit.
De stad is de zetel van het rooms-katholieke bisdom Guaranda.
Guaranda is verbroederd met de Belgische gemeente Evergem.

## Geboren

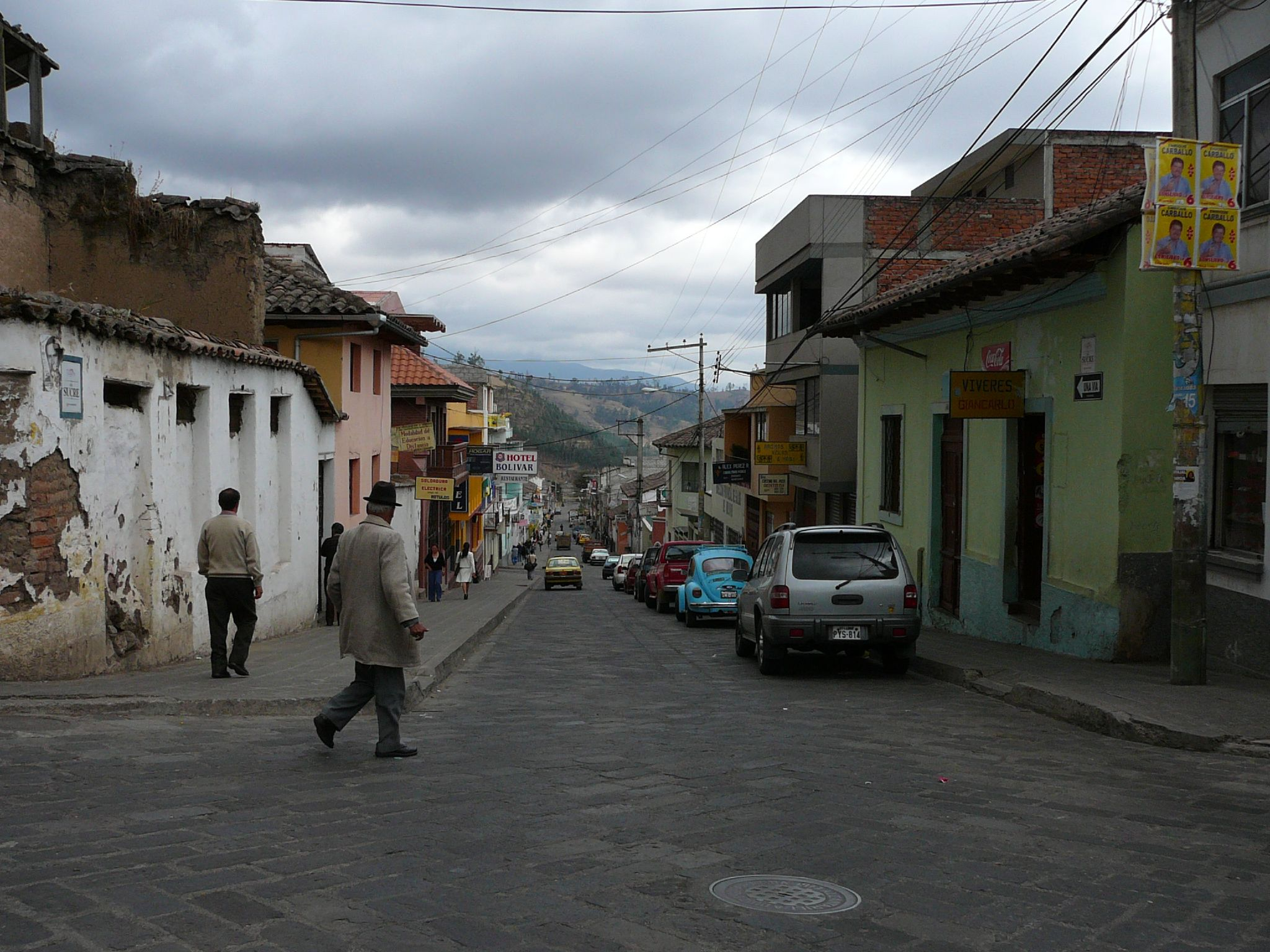

- Paul Ambrosi (1980), voetballer